# Scorzoneroides oraria
Scorzoneroides oraria là một loài thực vật có hoa trong họ Cúc. Loài này được (Maire) Greuter & Talavera mô tả khoa học đầu tiên năm 2006.